# Sebhelyek (X-akták)
A Sebhelyek az X-akták amerikai sci-fi sorozat első epizódja, amelyet 1993 szeptember 10-én sugároztak első alkalommal.

## Cselekmény
Bellefleurben, Oregon állam, a tinédzser Karen Svensont menekülni látjuk az erdőn keresztül. Mikor elesik, egy sötét alak közelíti meg, mindkettőjüket fény borítja be. Svenson testét később a bellefleuri nyomozók találják meg, két apró jellel a hátán.
Később Washingtonban, az FBI különleges ügynökét, Dana Scullyt bekéretik, hogy találkozzon Scott Blevins osztályvezetővel. A szobában tartózkodik egy látszólag névtelen kormánytisztviselő is, a cigarettázó férfi. Scullyt kijelölik, hogy együtt dolgozzon Fox Mulder különleges ügynökkel az X-aktákon, az FBI egy homályos részlegéhez, amely megmagyarázhatatlan esetekkel foglalkozik. Blevins arra kéri Scullyt titokban, hogy megszerzett tudását Mulder munkájának lejáratására használja fel. Habár Blevins ezt soha nem mondja ki közvetlenül Scullynak, de mindig kitér a válasz elöl, mikor szándékairól kérdezik.
Scully bemutatkozik új társának, aki rögtön bizonyítékokat mutat neki a Svenson ügyről. Megjegyzi, hogy a lány volt a negyedik személy ugyanabból a középiskolai osztályból, aki titokzatos körülmények között halt meg. Mulder elmondja, hogy egy titokzatos kémiai anyagot találtak Svenson testén, és hasonló eseteket jelentettek a megye más területeiről is. Mulder hiszi, hogy Svenson halálát földönkívüli jelenségek okozták. Azonban a szkeptikus Scully kifejezi hitetlenségét Mulder feltevésével szemben.
Mikor Mulder és Scully Bellefleurbe repülnek, gépük megmagyarázhatatlan légörvénybe kerül. Mikor a városhoz közeli erdőben autóznak, a kocsiban az autórádió hirtelen megzavarodik. Mulder a helyszínen festékszóróval X-jelet fúj az aszfaltra. Mulder elrendeli a harmadik áldozat, Ray Soames exhumálást, Dr. Jay Nemman, a megyei halottkém tiltakozása ellenére is. Mikor felnyitják Soames koporsóját egy eltorzult testet találnak benne. Scully arra a megállapításra jut, hogy ez nem Soames, hanem egy Orangután. Azonban egy fém beültetést talál az elhunyt orrüregében.
Mulder és Scully ellátogat egy pszichiátriai intézetbe, ahol Soamest is kezelték halála előtt, és találkoznak két korábbi osztálytársával, a kómában lévő Billie Milesszal és a kerekesszékben ülő Peggy O'dellel. Az ügynökök látogatása közben O'dell orrvérzésben szenved és hasonló jelek vannak rajta, mint Svenson testén. A kórházon kívül Mulder elmagyarázza Scullynak, azt hiszi, hogy Milest, O'dellt és a többi áldozatot is földönkívüliek rabolták el.
Az ügynökök az éjszaka az erdőben nyomoznak, Scully furcsa hamut fedez fel a földön, arra következtet, hogy egy titkos szekta tevékenykedik itt. Azonban megjelenik a helyi nyomozó és elzavarja őket a helyszínről. Visszaautóznak a motelbe, hirtelen egy erős fényjelenséget tapasztalnak, ott ahol a kocsijuk korábban is megállt. Mikor az autó motorja leáll, Mulder felismeri, hogy kilenc percet elvesztettek a villanást követően. Beszámolók szerint ez a jelenség idegen elrablások kísérője szokott lenni.
A motelban Mulder és Scully, Mulder húgáról, Samantháról beszélgetnek, aki Mulder 12 éves korában tűnt el és ez vezette arra, hogy a paranormális jelenségekkel foglalkozzon munkája során. Az ügynökök névtelen telefonhívást kapnak, hogy O'dellt egy autó ütötte el, amely elé a lány kiszaladt. A helyszínen megtalálják O'dell testét, de kerekesszék nélkül. Visszatérnek a motelba, amelyet lángok borítanak el, a bizonyítékok pedig megsemmisültek. Nemman lánya, Theresa segítséget nyújt az ügynököknek. Elmondja, hogy amikor magához tért számos alkalommal az erdő közepén találta magát. Amikor apja és Miles nyomozó megérkeznek, a kocsiba parancsolják őt.
Mulder és Scully visszatérnek a temetőbe, hogy egy másik áldozatot is kihantoljanak, csakhogy a sírokat valaki kiásta már és azok mind üresek. Mulder felismeri, hogy Billie Miles a felelős az áldozatok eltüntetésért. Visszatérnek az erdőbe, ahol ismét a helyi nyomozóba botlanak, sikítást hallanak és a közelben megtalálják Billiet, Theresa testével a karjaiban. A fényben állnak, de Billie és Theresa teste nem sérül.
Számos hónappal később Miles hipnózis alatt áll. Felidézi, hogy őt és osztálytársait elrabolták, mikor érettségijüket ünnepelték az erdőben, idegenek kísérleteknek vetették alá őket és megölték azokat, mert a teszt sikertelen volt. Scully biztosítja Blevinst, hogy csak a fém beültetés maradt meg a bizonyítékok közül. Azonban később Muldertől tudja meg, hogy a Miles ügy aktái eltűntek. Eközben a Cigarettázó Férfi az implantátumot a pentagon hatalmas bizonyítékraktárában helyezi el.

## Fordítás
- Ez a szócikk részben vagy egészben  az   Itt add meg az eredeti cikk nevét című angol Wikipédia-szócikk fordításán alapul.  Az eredeti cikk szerkesztőit annak laptörténete sorolja fel. Ez a jelzés csupán a megfogalmazás eredetét és a szerzői jogokat jelzi, nem szolgál a cikkben szereplő információk forrásmegjelöléseként.